# 6569 Ondaatje
A 6569 Ondaatje (ideiglenes jelöléssel 1993 MO) egy földközeli kisbolygó. Jean Mueller fedezte fel 1993. június 22-én.